# Shadow of the Beast
A Shadow of the Beast (röviden: BEAST vagy SotB) egy platformjáték, melyet a Reflections Interactive fejlesztett és a Psygnosis adott ki 1989-ben Amigára. A játék a megjelenésekor magasra tette a mércét, mind számítógépes grafika, mind pedig zenei aláfestés terén és piaci sikere nyomán a következő években portolták más platformokra is. Két folytatást kapott az eredeti játék kiadójától, a Shadow of the Beast II-t 1990-ben és a Shadow of the Beast III-at 1992-ben és egy rajongói remaket 2016-ban.

## Háttértörténet
A játék történetének középpontjában egy Aarbron nevű férfi áll, akit gyerekként elrabolt egy szörny, Maletoth. A gyermeket varázslattal korrumpálta, arra kényszerítette, hogy örökké szolgálja őt. Egy férfi kivégzésének megtekintése azonban visszahozza Aarbron valódi emberi természetét, és elindul, hogy bosszút álljon egykori urán...

## Játékmenet
A Shadow of the Beast egy balról jobbra parallax technikával szkrollozó akció platformjáték. A játékos egy - meghatározhatatlan fajhoz tartozó - harcost, Aarbront irányítja, akinek 12 energiaegysége és a puszta öklei állnak rendelkezésre kezdetben. A főhős elé kerülő fantasy-sci-fi-horrorisztikus ellenfelek érintése csökkenti az energiaegységek számát, de a későbbiekben új energiaegységekre is szert lehet tenni, piros üvegcsékből, szétvert ládákban található korsókból stb. A lombik teljesen feltölti Aarbron energiáját. A pálya későbbi részében fegyverhez is hozzá lehet majd jutni.
A főhőssel ütni, lőni lehet, valamint tárgyakat felvenni, illetve működésbe hozni. Egy pálya befejezése egy "főszörny" legyőzésével zárul, majd ezután lehet a következő pályára továbblépni. Összesen mintegy 300 képernyőnyi játék, "hihetetlenül aprólékosan kidolgozott grafika" és rengeteg animált szörny vár a játékosra.

## Fejlesztés
A Reflections stúdió igazi kisvállalkozás volt, ahol gyakorlatilag mindenki programozó volt, ezért technikai oldalról kezdtek el érdeklődni az Amiga 500 iránt. Edmondson több szakkönyvet is elolvasott, és az egyikben megtalálta, hogy a gép támogatja a parallax scroll nevű grafikai trükk megjelenítését. Kiszámolta, hogy akár 10-nél több parallaxscroll-szintet is be lehet gyömöszölni egy játékba, igaz, hogy azután sok hely már nem marad a játékmenetnek.
A Shadow of the Beast mégis több tudott lenni egy techdemónál. A játéktér alapszintjével együtt 13 réteg mozgott egymás előtt-mögött, de a grafika és a zene is egészen csodálatos volt. Utóbbit a korszak egyik legjobb komponistája, David Whittaker készítette a játékhoz. Edmondsonék rajzolgatták a sprite-okat, vagyis nem gyakorlott grafikusok, de a hátterek és az ellenfelek így is nagyon szépek lettek, bár a szörnyek egyszerű, sőt néhol nem létező animációja azért szülhetett némi hiányérzetet.
A Shadow of the Beast nehézsége legendás, és nemcsak a szörnyek száma miatt, hanem azért is, mert a harc megoldása hajmeresztő volt. A főhős harcossal gyakorlatilag a megfelelő pillanatban kellett ütni, hogy a spriteütközés azon a pár pixelen belül történjen meg, ahol az ellenfél sebződik. Ha ez később történt meg, akkor az ellenfél is bevitt egy sebzést és az egy élet, illetve tucatnyi életerőpont gyorsan elfogyott. Se mentés, se checkpoint, az elejétől a végéig kellett végigvinni a játékot.
Ez a "nehézség" tudatos volt a fejlesztők részéről, ugyanakkor 1991-ben Edmondson maga is elismerte, hogy "a Shadow of the Beast azért lehetett óriási siker, mert jó időben voltak jó helyen: a parallax scrollokra felhúzták a játékot meg a kampányát, de mellette nem sok energiát fordítottak arra, hogy a játék tényleg jó játék legyen." Minden hiányossága ellenére az első Beast kasszát robbantott, és rögtön ismertté tette a kis brit csapatot.

## Fogadtatás
| Szerző                   | Értékelés                |
| ------------------------ | ------------------------ |
| ACE                      | 89% (Amiga)              |
| Aktueller Software Markt | 88% (C64)                |
| Crash                    | 92% (Spectrum)           |
| CVG                      | 82% (CPC, Master System) |
| ST Format                | 83% (Atari ST)           |
| The Games Machine        | 96% (Amiga)              |
| Dragon                   | (Amiga)                  |
| Sega Pro                 | 90/100 (Master System)   |
| Moby Score               | 6,9                      |

| Szerző | Díj         |
| ------ | ----------- |
| Crash  | Crash Smash |

Az 576 KByte magazin anno nem készített önálló játékleírást a BEAST első részéhez, de a II. rész leírását azzal kezdik, hogy "A BEAST volt 1989 egyik sikerprogramja, talán az első olyan játék, amely igazán kihasználta az Amiga grafikai lehetőségeit. Sokan teljesen odáig voltak érte, de igazán a grafikáján és a zenéjén kívül semmi érdekes nem volt benne."
A Commodore Világ pontszámmal nem, de a következő szavakkal értékelte a játékot: "[a BEAST] címét eltévesztették: találóbb lett volna inkább a "Mire képes az Amiga?" cím. Hát erre. Esetleg az egészet nem játékként kellett volna forgalmazni, hanem a gép gyári demójaként. Ennél tökéletesebbet a célra nem nagyon találhattak volna..."
A Dragon magazin szerint a játék "teljesen kihasználja az Amiga grafikai képességeit" és a "legszuperebb vétel Amiga-játékosoknak".

## Hatása
A 2013-as kölni Gamescom videójáték-kiállításon jelentették be, hogy a Heavy Spectrum Entertainment Labs dolgozik a Shadow of the Beast újragondolt változatán. A remake végül 2016 május 4-én jelent meg a Sony Interactive Entertainment kiadásában PlayStation 4-re. A kiadott változat tartalmazza az eredeti amigás játékot is.